# Медоувуд (Пенсилванија)
Медоувуд (енгл. Meadowood) насељено је место без административног статуса у америчкој савезној држави Пенсилванија.

## Демографија
По попису из 2010. године број становника је 2.693, што је 219 (-7,5%) становника мање него 2000. године.
| Група             | 2000.         | 2010.         |
| Белци             | 2.871 (98,6%) | 2.624 (97,4%) |
| Афроамериканци    | 21 (0,7%)     | 21 (0,8%)     |
| Азијати           | 6 (0,2%)      | 14 (0,5%)     |
| Хиспаноамериканци | 4 (0,1%)      | 8 (0,3%)      |
| Укупно            | 2.912         | 2.693         |